# Mercedes-Benz O 405 GN

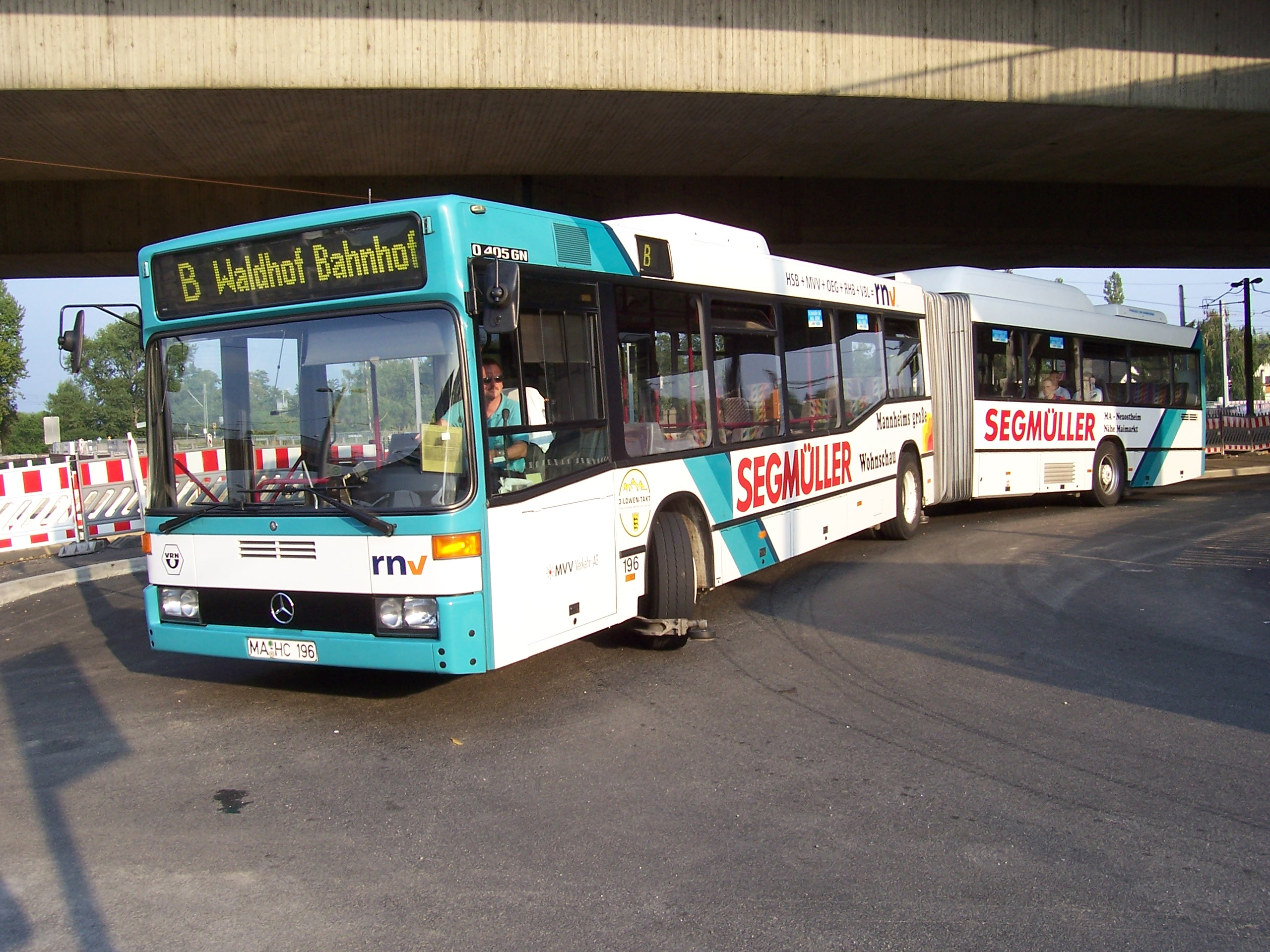
Erdgas-Bus O 405 GNG in Mannheim

Der Mercedes-Benz O 405 GN ist ein Niederflur-Gelenkbus von Daimler-Benz. Es handelt sich dabei um die Gelenkbus-Variante des etwa zwei Jahre vorher erschienenen Stadtbusses O 405 N. Dieser war in seiner ersten Ausführung von 1992 bis 1994 mit Podesten unter den Sitzen gefertigt worden. Der Vorläufer des O 405 GN hatte im Gegensatz zu den ersten O 405 N keine Stufe zum Hinterteil, lediglich der Türbereich im Hinterteil war mit Eingangsstufen versehen. Ab 1993 wurde die Produktion einer zweiten Serie des O 405 N aufgenommen, der O 405 N2. Die Fahrzeuge waren knapp zehn Zentimeter im Heck länger, um die Abgasreinigung unterbringen zu können. Von außen ließ sich dies am letzten Fenster und am verlegten Auspuff (dieser war nun hinten links sichtbar geworden) erkennen. Ab 1994 wurde dann der O 405 GN2 parallel mit dem O 405 N2 entwickelt, der zwischen den ersten beiden Achsen keine Podeste mehr hatte. Auffällig waren die tiefer herunterreichenden Fenster im Vorderwagen. Der Hinterwagen wurde nicht großartig verändert. Bei diesem Schubgelenkbus („Pusher“) liegt der Verbrennungsmotor (meist als Dieselmotor) Unterflur im Heck und treibt die letzte Achse an. Im Gelenk sorgt eine Knickwinkelsteuerung dafür, dass der Hinterwagen nicht ausbricht. Optional konnte ab 1994 eine Erdgas-Version bestellt werden, die Bezeichnung änderte sich in O 405 GNG.
Die O 405 GN in München und Bremerhaven besaßen als Besonderheit zwischen der ersten und zweiten Tür im Vorläufer bereits die größeren Fenster des O 405 GN2, jedoch die Fensteraufteilung wie beim O 405 GN. Auch auf der linken Fahrzeugseite beließ man es bei der Fensteraufteilung des O 405 GN. Der Grund hierfür war, dass sich für Rollstühle und Kinderwagen auf der rechten Seite keine Podeste befanden und so auch Rollstuhlfahrer auch aus dem Fenster schauen konnten.

## Duo-Bus O 405 GNTD
Ein Einzelexemplar blieb hingegen der 1996 hergestellte Duo-Bus O 405 GNTD, er gilt als Nachfolger der Baureihe O 405 GTD. Hierbei handelte es sich um den bislang letzten von Mercedes-Benz produzierten Oberleitungsbus überhaupt. Der Prototyp verfügt als Besonderheit über Radnabenmotoren, seine elektrische Ausrüstung wurde von Kiepe zugeliefert. Er unternahm zunächst im Verlauf des Jahres 1997 mehrere Einstell- und Präsentationsfahrten beim Oberleitungsbus Esslingen am Neckar, bevor er dann im Oktober 1997 an den Trolleybus Zürich der Verkehrsbetriebe Zürich (VBZ) ausgeliefert wurde. Dort befand er sich bis März 1999 unter der Betriebsnummer 51 im Probeeinsatz. Anschließend diente er dem Unternehmen ZF als Versuchsträger. Danach wurde er im Mai 2004 an die Berliner Verkehrsbetriebe (BVG) verkauft, wurde bis zum Jahr 2007 auf einen Wasserstoffhybridantrieb umgebaut; ein Fahrgasteinsatz ist jedoch bis zum Ausscheiden aus dem Fahrzeugbestand im Januar 2015 nicht bekannt geworden. Im Anschluss daran wurde das Fahrzeug an einen Schrott- und Metallgroßhandel in Trier abgegeben.